# Ken Rosewall
Ken Rosewall (* 2. listopadu 1934) je bývalý profesionální australský tenista.
Dokázal se přes dvacet let udržet v absolutní světové tenisové špičce – nejprve jako amatér v letech 1950–1957 (již v 15 letech postoupil do semifinále mezinárodního turnaje v kategorii mužů), později 1957–1968 jako profesionál a tedy mimo jiné bez možnosti účasti na grandslamových turnajích.
Na počátku otevřené éry bylo Rosewallovi již 34 let, přesto ještě dokázal čtyřikrát vyhrát na grandslamových turnajích dvouhru:
- 1968 – French Open
- 1970 – Australian Open
- 1971 – US Open
- 1972 – Australian Open (ve věku 37 let, 2 měsíců a 1 dne)